# ウェンディゴ
ウェンディゴ（wendigo）またはウィンディゴ（windigo）は、カナダ南部からアメリカ北端のインディアンたちに伝わる精霊の呼び名。地方によって多くの呼び名がある。
若しくは、北アメリカのオジブワ族やアルゴンキン語族系インディアンなど、ごく限定された部族にのみ見られる文化依存症候群のなかの精神疾患の1つ。「ウェンディゴ症候群」と呼ばれる。

## 精霊としてのウェンディゴ
非常に抜け目が無く、人に姿を見せない術を心得ている。
1人で旅をする旅人の背後に忍び寄り、気配だけを悟らせるが、どれだけすばやく振り向いてもその姿を見ることはできない。それが何日か続いたころ、はっきりとは聞こえない、微かな声で話し掛けてくるようになる。旅人がその不気味さに耐え切れなくなるまで続く。
実際に危害を加えてくるわけではないとされる。

## 精神病としてのウェンディゴ症候群
主な症状として、最初は気分の落ち込みと食欲の低下が見られる。
その後、ウェンディゴにとり憑かれたという思いが頭を占めるようになり、「このままではウェンディゴに変化してしまう」という強い恐怖と不安感と共に、次第に周りの人が食べ物に見えるようになり、猛烈に人肉が食べたくなる。
病が進行すると、通常の食物を一切拒絶するようになり、会話や身だしなみなど、生活に不可欠な能力を喪失していく。症状が酷いと部族から処刑されることもあるが、完全にウィンディゴになる前にと自殺してしまう事もある。このころの身体的自覚症状は、体が内側から凍えるような感覚と、めまぐるしい気分の変化。
主な原因として、食料の乏しい冬期などはビタミンが不足しがちであり、結果として精神状態に変調が生じやすくなる等、栄養面での影響が考えられている。
主な治療法としては、熊などの脂肪を飲む事が挙げられ、コップ一杯の脂肪で治る。動物脂肪には、ビタミンが多く含まれており、ビタミン不足を補足できるためと考えられる。